# Archéologie sous-marine

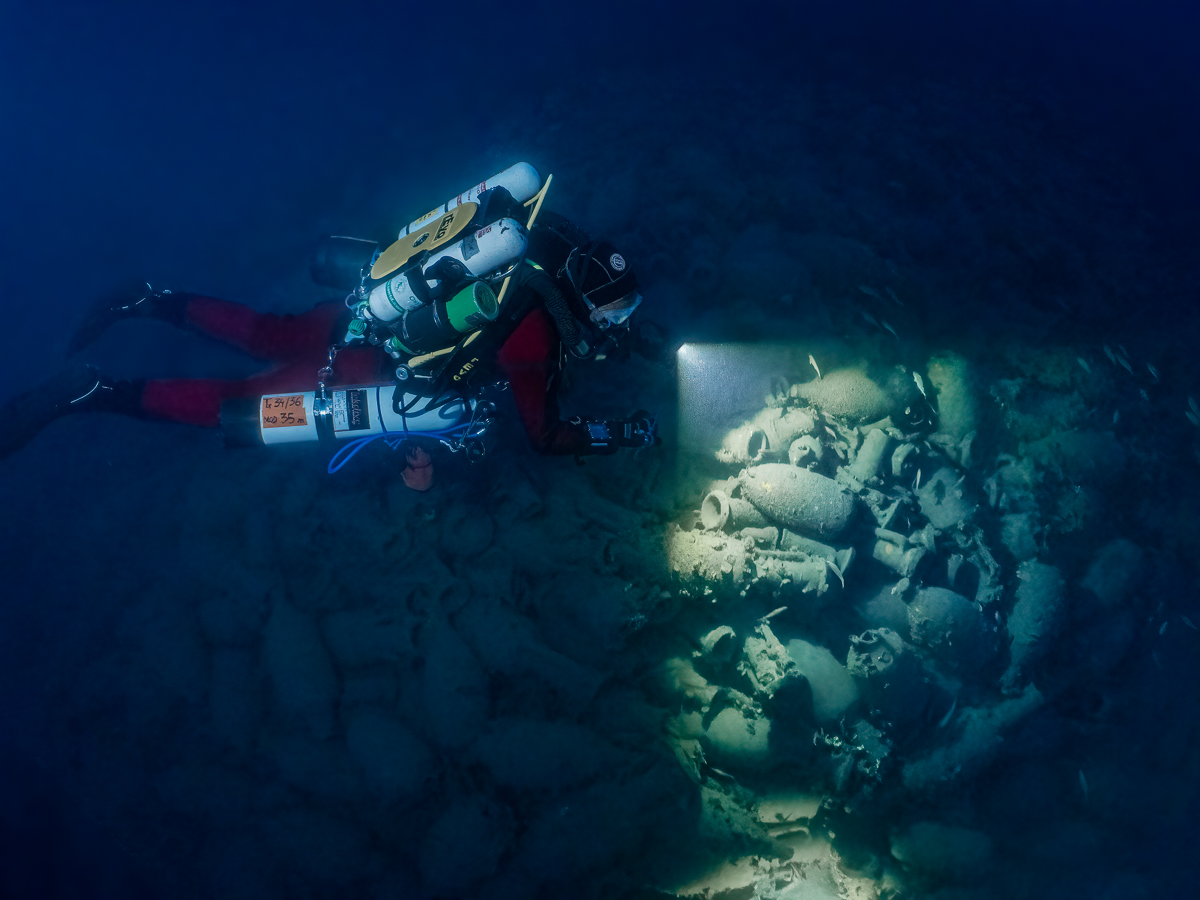
Archéologue sur le Site C de Cassis par 102 m de fond par le photographe sous-marin Alexandre Hache (août 2020).

L'archéologie sous-marine est un des domaines de l'archéologie, caractérisé par la localisation, l'exploration et l'étude des vestiges archéologiques se trouvant actuellement sous la mer. Ces vestiges peuvent être constitués d'embarcations et de navires anciens, échoués, naufragés, mais aussi de lieux de vie désormais submergés du fait des variations du niveau des mers et océans au cours du temps. La Convention sur la protection du patrimoine culturel subaquatique adoptée par l'UNESCO en 2001 définit ces vestiges comme « toutes traces de l’existence humaine présentant un caractère culturel, historique ou archéologique se trouvant partiellement ou totalement immergé, de manière périodique ou continuelle ». Cela comprend donc l’ensemble des sites, constructions, artefacts, les épaves ainsi que leurs cargaisons. L'archéologie sous-marine se distingue, en France, de l'archéologie subaquatique, pratiquée quant à elle dans les eaux douces (fleuves, rivières, lacs).

## Particularités
Au-delà de la spécificité de son milieu d'intervention - sous les eaux - qui implique une adaptation des méthodes d'investigation et de recherche, elle s'inscrit dans un champ scientifique plus vaste, celui de l'archéologie maritime et littorale, et regroupe plusieurs spécialités telles que l'archéologie du commerce et des échanges, l'archéologie navale, l'archéologie portuaire. Comme l'archéologie terrestre, elle fait appel à de nombreuses spécialités scientifiques connexes comme les sciences paléo-environnementales (géo-archéologie, dendrochronologie, xylologie, palynologie, malacologie, céramologie, archéométrie, etc.).
L'archéologie sous-marine permet de mettre au jour et d'étudier des vestiges fossilisés dans des conditions souvent idéales de préservation.
Sauf en cas de pillage, un navire qui a sombré à entraîné avec lui une cargaison intacte. Cependant après plusieurs siècles certaines marchandises telles que les céréales disparaissent de l'épave contrairement à d'autres objets comme les amphores ou les lingots. De plus la nature sablonneuse ou rocheuse du fond marin influe sur la probabilité de retrouver une épave, ce qui empêche de connaître les flux commerciaux qui ont eu lieu dans certaines régions comme le golfe du Lion.
Malgré ces limites, aucune autre source documentaire ne permet de reconstituer aussi précisément les courants d'échanges de l'Antiquité ou des périodes plus récentes.
Le patrimoine culturel qui se trouve dans les fonds marins est protégé par la Convention sur la protection du patrimoine culturel subaquatique de l'UNESCO. Cette convention vise à aider les États parties à mieux protéger leur patrimoine culturel immergé grâce à un cadre juridique international,.

## Historique

### Chasse aux trésors

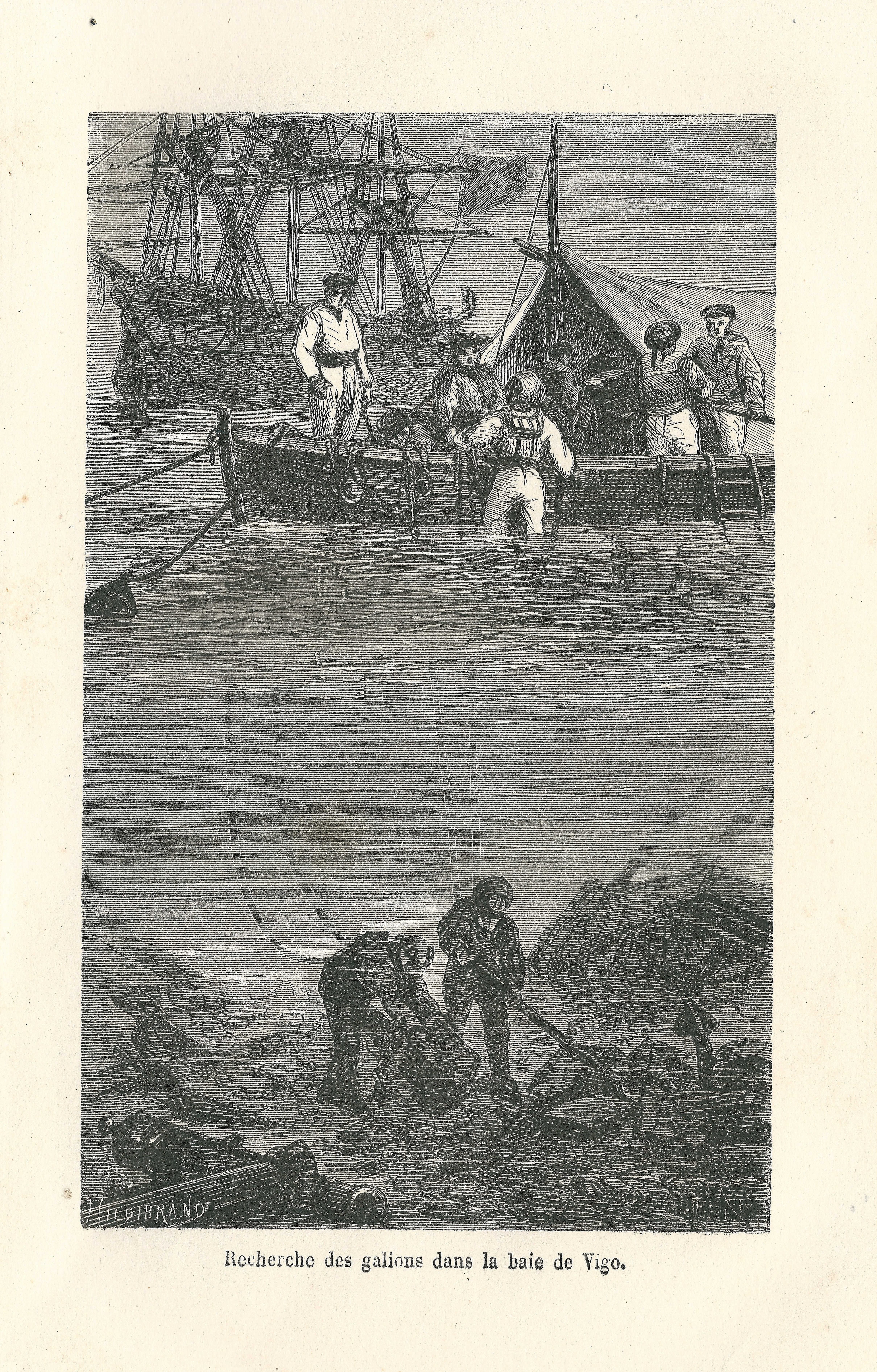
Recherche de galions dans la baie de Vigo : gravure de 1873.

La première phase importante de l'histoire de l'archéologie sous-marine (1900-1943), née au début du XIXe siècle avec l'apparition des scaphandres pieds lourds et des premiers engins sous-marins, est caractérisée par le prélèvement de trésors trouvés dans les épaves afin de nourrir les collections publiques ou privées, notamment sur les côtes italiennes et françaises.
La plus notable découverte de cette époque est l'épave d'Anticythère, par des scaphandriers grecs pêcheurs d'éponges, qui remonteront à bord du transport de la marine grecque le Mykalè, sous contrôle de l'Éphore des antiquités d'Athènes, un grand nombre de statues, ainsi que l'énigmatique « machine d'Anticythère », un cadran mécanique servant à calculer et prédire divers phénomènes astronomiques comme les phases de la lune ou les conjonctions de planètes.
À cette période se rattache aussi dans les années 1930 l'entreprise de récupération des navires de Caligula, coulés dans le lac de Nemi près de Rome, à la suite de la Damnatio Memoriae qui a suivi la chute de cet empereur romain controversé (épaves déjà explorées très partiellement par des plongeurs en apnée aux XVIIe et XIXe siècles). Pour des raisons de prestige, Mussolini parraine l'entreprise, qui est colossale. Il ne s'agit de rien de moins que de remettre en service un tunnel romain qui maintenait à niveau constant ce lac pluvial enclavé, puis de le vider comme une vulgaire baignoire à l'aide de puissantes pompes baptisées hydrovores, déjà utilisées pour assécher les marais Pontins.
Première entreprise d'archéologie scientifique raisonnée, menée à bien non sans mal, l'entreprise, si elle ne ramène pas au jour de trésors fabuleux, permet au moins de récupérer les deux navires (de plus de 70 m de long dans un modeste lac pluvial !) et de faire un point sur l'ingénierie navale romaine, beaucoup plus avancée que ce qu'on imaginait alors.
Les navires, tirés sur la rive du lac et abrités dans un musée consacré au style Art déco fasciste construit tout exprès, seront malheureusement détruits par les Allemands après la capitulation italienne de septembre 1943 et l'arrestation de Mussolini,.

### Naissance de l'archéologie sous-marine scientifique

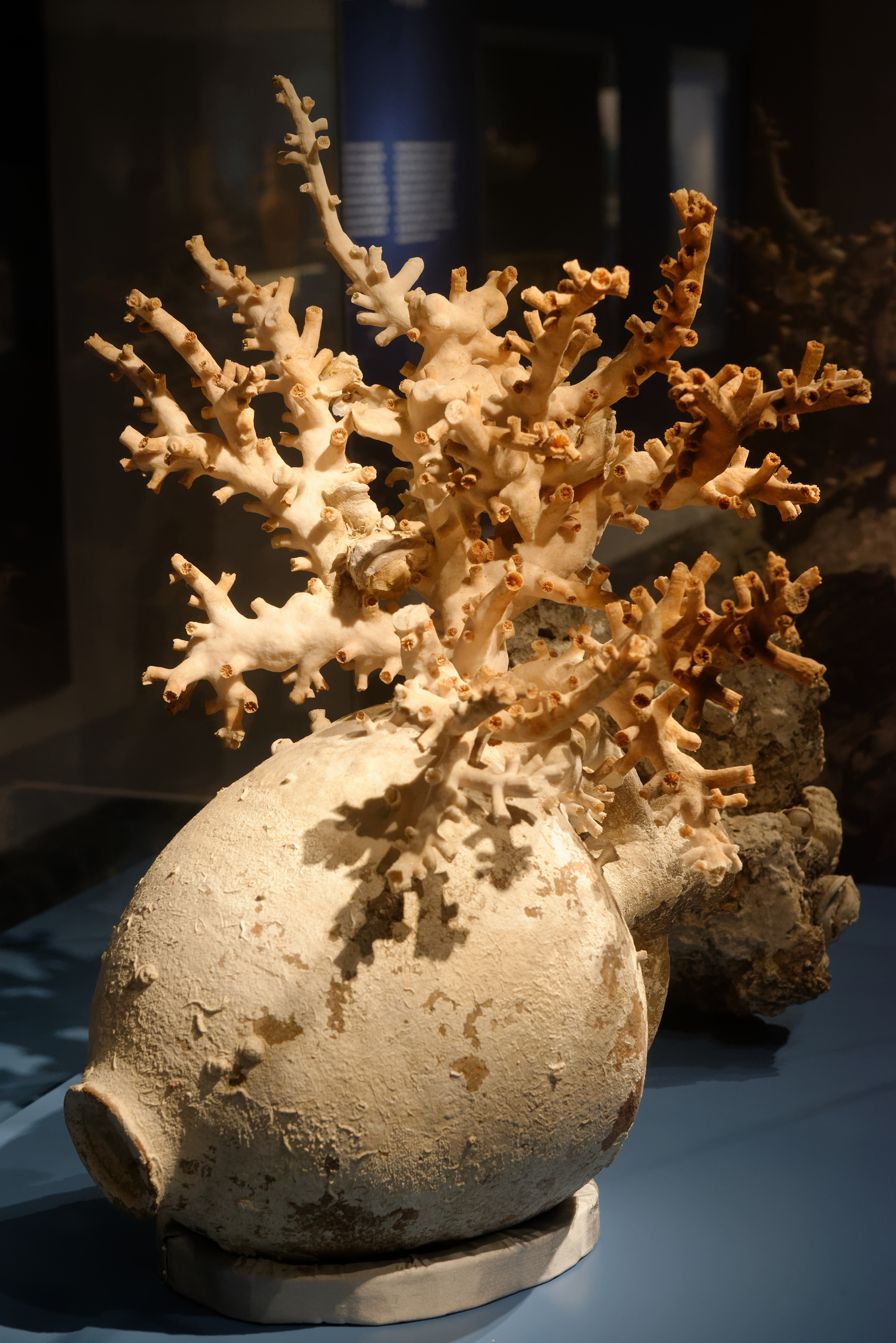
La naissance de l'archéologie sous-marine scientifique Corail rouge poussant sur une amphore, découvert dans l'épave du Levanzo I

À l'instar de l'archéologie terrestre, l'archéologie sous-marine a progressivement acquis un caractère plus scientifique, avec la mise en œuvre d'une méthodologie spécifique de recherche, de mise en œuvre des opérations de prospection, de sondage, de fouilles, de documentation et de publication.
La première fouille archéologique a été entreprise au début du vingtième siècle par Alfred Merlin et une équipe de scaphandriers, sur l'épave de Mahdia. Plus tard (1943 - 1995), le développement scientifique de l'archéologie sous-marine connait un nouvel essor grâce à la mise au point du scaphandre autonome du commandant Yves Le Prieur en 1937, scaphandre perfectionné en 1943 par Jacques-Yves Cousteau et l'ingénieur Émile Gagnan, qui le dotent d'un détendeur automatique. Ceci a vulgarisé la plongée sous-marine et l'accès aux épaves en Méditerranée. Cousteau relate ses fouilles. D'abord elles sont conjointes avec Philippe Tailliez sur l'épave de Mahdia en 1948. Puis il dirige seul une partie de celles du Grand-Congloué à partir de 1952. Quant à Tailliez il dirige à partir de 1954 celles de l'épave du Titan. Ces fouilles se font en collaboration avec l'archéologue Fernand Benoit qui pose, à l'occasion de ces deux premières fouilles françaises, les bases de l'archéologie sous-marine pour la France, suivant l'exemple qu'a donné en Italie Nino Lamboglia au début des années 1950.
La troisième phase de l'archéologie sous-marine depuis 1995 correspond au développement de la robotique sous-marine.
La Convention sur la protection du patrimoine culturel subaquatique adoptée par l'UNESCO en 2001 apporte un instrument juridique pour lutter au niveau international contre l’augmentation des pillages, de la destruction et de l’exploitation commerciale du patrimoine subaquatique. La France a ratifié la Convention de l'Unesco en février 2013.

### Archéologie des grandes profondeurs
En 1987, le sous-marin habité Nautile d'Ifremer et le petit robot Robin photographient l'épave du Titanic à 3 821 mètres de profondeur et en rapportent, pour la première fois, des objets. Durant les décennies qui suivent, d'autres épaves sont inspectées et des échantillons sont parfois prélevés en marge d'opérations océanographiques ou industrielles. À cette époque, les pinces hydrauliques des sous-marins habités ou des robots sous-marins sont mal adaptées à la manipulation d'objets fragiles. Ce n'est que vers les années 2000 que les progrès de l'informatique et de la robotique sous-marine permettent d'envisager une utilisation des robots pour l'archéologie sous-marine. Les AUV, tels que le Remus ou l'AsterX permettent d'effectuer des relevés acoustiques profonds (sonar latéral ou sondeur multifaisceau) ou des relevés photographiques. Les ordinateurs de plus en plus puissants permettent l'émergence de la photogrammétrie 3D. Certains robots sous-marins téléopérés sont conçus spécifiquement pour l'archéologie sous-marine et le prélèvement d'objets, à l'instar du ROV Arthur,,, ou d'Ocean One,,.

## En France

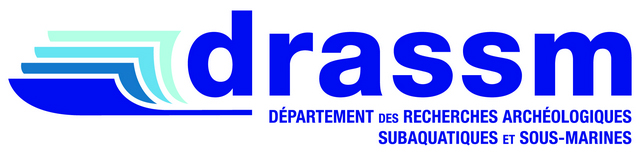
DRASSM

### DRASSM
Créée par arrêté du 30 septembre 1966 par André Malraux, alors ministre des affaires culturelles, pour exercer sur l'ensemble des littoraux français les compétences des Services régionaux de l'archéologie, la Direction des Recherches Archéologiques Sous-Marines (DRASM) est la première institution étatique au monde consacrée au patrimoine archéologique sous-marin. En 1996, ce service devient le Département des Recherches Archéologiques Subaquatiques et Sous-Marines (DRASSM) en intégrant le CNRAS (Centre national de recherches archéologiques subaquatiques) alors chargé de l'archéologie dans les eaux douces. Ce service à compétence nationale de la Direction Générale des Patrimoines (ministère de la Culture et de la Communication) a pour mission d'inventorier, d'étudier et de protéger le patrimoine archéologique subaquatique et sous-marin. Il est chargé du suivi scientifique des recherches et découvertes archéologiques sous-marines et de la mise en œuvre de la loi sur les biens culturels maritimes. Ses missions incluent l'expertise, la protection, l'inventaire des biens culturels maritimes, la réalisation de recherches et d'études, la diffusion des connaissances par des publications ou des expositions. Le domaine d'intervention est particulièrement vaste puisqu'il longe plus de 10 000 km de côtes, dont 5 533 pour la métropole qui compte 25 000 gisements (épaves, sites ennoyés) recensés selon des sources historiques. Il s'étend à l'ensemble des eaux sous juridiction française, du rivage à la zone économique exclusive ; le tout représentant une superficie de plus de onze millions de km2, ce qui correspond au deuxième domaine maritime mondial après les États-Unis : sur les trois millions d'épaves recensées dans le monde selon l'UNESCO, la France en compte 150 à 200 000.
Le DRASSM, pour assurer sa mission d'inventaire, d'expertise et de recherche, dispose de moyens opérationnels. De 1967 à 2005, le navire support des opérations du Drassm a été l'Archéonaute, bâtiment de 30 mètres de long destiné à l'archéologie sous-marine. Depuis 2012, son successeur est un navire de 36 m de long baptisé André Malraux en l'honneur du fondateur du Drassm.
Le DRASSM, au travers de son Directeur Michel L’Hour, initie également dès 2006, avec Oussama Khatib de l’Université Stanford et le LIRMM - Laboratoire d’Informatique, de Robotique et de Microélectronique de Montpellier, l’archéologie de demain,,, celle des abysses. Ils mettent au point des outils - comme le robot humanoïde Ocean One, le robot Speedy, le robot Léonard, le robot Hilarion, le robot Arthur- qui permettront de réaliser, dans le futur, des fouilles archéologiques jusqu’à 2 500 mètres de profondeur, repoussant ainsi les limites de l’exploration et du travail sous-marin,.
Doté de capacités humaines, Ocean One est, en quelque sorte, un avatar de l’archéologue sous-marin. Il mesure deux mètres de long et pèse 180 kg. Son corps, en matériau composite orange, est équipé : d’une tête et de deux yeux équipés de caméras, de deux bras à sept articulations prolongés de mains à trois doigts et de huit propulseurs pour se déplacer.
Ocean One est ainsi testé avec succès entre le 10 et le 15 avril 2016 sur l'épave de La Lune située à 90 mètres de profondeur. Lors de cette plongée, l’opérateur était assis à bord du navire de recherche André Malraux pendant que le robot Ocean One était mis à l’eau. L’opérateur a piloté Ocean One à l’aide d’une caméra placée dans les « yeux » du robot. Il a également manipulé les bras et les mains au moyen de joysticks haptiques (Force Dimension) lui permettant de ressentir les éventuelles résistances rencontrées par le robot. Les mains d’Ocean One sont en effet équipées de capteurs de force qui répercutent les efforts ressentis à l’opérateur en surface en utilisant un retour d’information haptique. L’opérateur peut donc sentir si un objet, tenu par les mains du robot, est léger ou lourd, mou ou dur, coincé ou libre... Lors de cette plongée test, Ocean One a récupéré un pot en céramique sur le site de la Lune. L’opérateur a pu sentir les contours du pot et évaluer son poids avant de le déposer dans l’un des paniers remontés à la surface,.
En 2021, le DRASSM s'est doté d'un nouveau navire de recherche, l'Alfred Merlin,,,,. Le bateau a été baptisé le 2 juillet 2021 à Marseille par la Ministre de la Culture, Madame Roselyne Bachelot-Narquin, en présence de Madame Annick Girardin, Ministre de la Mer. Ce navire est équipé pour la bathymétrie et la détection des épaves (sondeur multifaisceaux, sonar latéral tracté et magnétomètre), ainsi que pour leur expertise et leur fouille, aussi bien par des plongeurs que par des robots sous-marins. Il embarque deux robots : le ROV Hilarion et le ROV Arthur, tous deux spécialisés dans l'archéologie sous-marine et capable de travailler respectivement à 500 mètres et 2 500 mètres de profondeur,. Début 2022, une des premières missions de l'Alfred Merlin s'est déroulée en Corse, pour le déploiement d'Ocean Onek, évolution du robot Ocean One, sur plusieurs sites archéologiques profonds,,,,. En juin 2022, en plongée humaine, une campagne de fouille s'est déroulée pendant trois semaines près d'Ajaccio, sur l'épave Sanguinaires C à partir de l'Alfred Merlin,,.

### Autres acteurs de l'archéologie sous-marine française

#### Acteurs institutionnels
L'archéologie des sites sous-marins, qui s’inscrit dans le champ scientifique, plus large, de l'archéologie maritime et littorale, est une spécialité exercée par quelques unités de recherche du CNRS et de l'université. Le Centre Camille Jullian, antenne du CNRS, établie au sein de l'université d'Aix-Marseille et le Centre d'études alexandrines, créé en 1990 et basé à Alexandrie, en Égypte, sont les deux principales institutions françaises de recherche disposant d'équipes opérationnelles, spécialisées en archéologie navale, en archéologie portuaire et en archéologie du commerce et des échanges maritimes en Méditerranée. Le centre C. Jullian est un acteur historique du développement de l'archéologie sous-marine en France avec la réalisation de fouilles sous-marines dès les années 1970 (ex. : l'épave de la Madrague de Giens). Le Centre d'études alexandrines a notamment mis en œuvre durant de longues années les fouilles du site du phare d'Alexandrie.
Pour être à même de prendre en charge les opérations d'archéologie préventive en contexte immergé, l'Inrap s'est doté, depuis 2011, d'une « cellule subaquatique ».

#### Organismes privés
Ipso Facto est un bureau d'études et de recherches en archéologie sous-marine et subaquatique et en océanographie basé à Marseille. Créé en tant que SARL en 2007, il devient SCOP (Société Coopérative Participative) à responsabilité limitée en 2011. Rassemblant des archéologues plongeurs professionnels, Ipso Facto mène des opérations de fouilles, de post-fouilles et valorise les résultats et le mobilier trouvés.
Différentes associations se consacrent à la recherche et la mise en valeur des biens culturels maritimes. Le centre d’Études en Archéologie Nautique (CEAN), une ONG à but non lucratif, active depuis vingt ans et déclarée d’intérêt général développe un programme d'activités archéologiques axé sur la formation aux techniques et aux méthodes de l’archéologie nautique et la recherche. Créée en 2004, ARKAEOS est une association loi de 1901, accréditée par l'UNESCO depuis 2011. Elle mène des opérations de recherches sur le terrain, analyse les données et s’intègre dans un véritable programme de valorisation du patrimoine maritime et de l’archéologie expérimentale en travaillant conjointement avec les institutionnels de l'archéologie sous-marine, subaquatique et de l'océanographie.
Actif depuis trente cinq ans, le Groupe de recherche en archéologie navale (GRAN) a réalisé des fouilles importantes, telles que celle du Lomellina, un navire génois coulé en 1516 en rade de Villefranche, celle du Slava Rossii, un vaisseau russe coulé sur l'île du Levant en 1780, celle du Magenta, coulé en 1875 en rade de Toulon, sous couvert d'une association créée à cet effet, la fouille de l'Alabama, coulé en 1864 devant Cherbourg (Cherbourg-en-Cotentin depuis 2016), et la fouille de l'Utile, un navire de la compagnie des Indes, coulé en 1761 et de l'installation à terre des naufragés sur l'île Tromelin (océan Indien). Cette association est non seulement active dans les DOM-TOM : Antilles (inventaire du patrimoine sous-marin de la Martinique), Polynésie française (fouille de l'épave du Francisco Alvarez, un voilier chilien coulé à Mangareva (îles Gambier), en 1867, et fouille du site polynésien de la passe de Tupaparau à Moorea, mais aussi à l'étranger : Sénégal, Trinité-et-Tobago, Égypte, Algérie, Malte, Chili). Le GRAN est accrédité par l'UNESCO depuis 2015 et déclaré d’intérêt général.
L'association pour les Recherches Sous-Marines en Roussillon (ARESMAR) travaille sur la côte catalane (Collioure, Port-Vendres, Banyuls, Cerbère) et au Liban (Tyr) depuis 1988, dans le cadre du centre de Recherches sur les Sociétés et Environnements en Méditerranées de l'université Perpignan-Via Domitia.

## Revue spécialisée
Pour les francophones, la collection Archaeonautica a été créée en 1977 par le CNRS et le ministère de la Culture. C'est la maison d'édition CNRS Éditions qui la publie, avec un comité de rédaction assuré par le centre Camille-Jullian. La période couverte va de la Préhistoire à l’époque moderne, incluant l'archéologie maritime et navale, ainsi que l'histoire maritime et économique. Créés en 1972 par Anne et Jean-Pierre Joncheray, les Cahiers d'archéologie subaquatique éditent des articles exhaustifs, relatifs à l'archéologie, antique, médiévale, et postmédiévale.

## Fouilles sous-marines
La plupart des épaves sont à moins de 10 mètres de profondeur, donc facilement accessibles aux pillages. Par exemple, un des canons du navire du pirate John Bowen, le Speaker, coulé au large de Madagascar par des fonds de 3 mètres, a été volé en 1982 ; sa trace a été perdue, puis retrouvée en 2019, et le gouvernement de Maurice l'a racheté pour l'exposer au Musée naval de l'île Maurice. À cause de la faible profondeur, en plus des pillages, la difficulté principale des archéologues est la météorologie : pour ce même bâtiment, les fouilles ne sont possibles qu'un mois par an.

### Techniques et procédés
- Détermination de la position (en) du site
- Nettoyage du site avec une lance à eau, une lance Galeazzi[46]
- Enregistrement des données du site : relevé du site (en), stratigraphie, carroyage orthogonal (matérialisé par des drisses de nylon ou des tubes en PVC)…
- Exploration du site, évacuation des déblais par une suceuse-dévaseuse (suceuse à eau (en) ou suceuse à air)
- Découverte (relevé des objets, mesure des cotes, photogrammétrie), récupération et conservation des artéfacts
- Archéométrie

### Filmographie
- James Cameron, Expedition: Bismarck, (2002)
- James Cameron, Les Fantômes du Titanic, (2003)

#### Bases de données et dictionnaires
- Notices dans des dictionnaires ou encyclopédies généralistes :   - Britannica
  - Brockhaus
  - Enciclopedia italiana
  - Hrvatska Enciklopedija
  - Nationalencyklopedin
  - Proleksis enciklopedija
  - Treccani
- Notices d'autorité :   - BnF (données)
  - LCCN
  - GND
  - Japon
  - Israël
  - Tchéquie